# Курт Шушніг
Курт Алоїс Йо́зеф Йога́нн Едлер фон Шу́шніг (нім. Kurt Alois Josef Johann Edler von Schuschnigg Німецька: [ˈʃʊʃnɪk]; 14 грудня 1897, Ріва-дель-Гарда, Південний Тіроль, Австро-Угорщина — 18 листопада 1977, Інсбрук, Австрія; з 1919 — Курт Шушніг) — австрійський державний та політичний діяч. Федеральний канцлер Австрії (1934—1938).

## Життєпис
Здобув юридичну освіту в Університетах Фрайбурга й Інсбрука. Під час Першої світової війни воював у лавах австро-угорської армії. По війні став адвокатом в Інсбруку, вступив до Християнської соціалістичної партії, й у 1927 році був обраний до нижньої палати парламенту (Національрат).
У 1932 році канцлер Енгельберт Дольфус призначив Шушніга міністром юстиції, у 1933 році він стає міністром освіти.
У 1934 році після вбивства Дольфуса Шушніг замінив його на посту австрійського федерального канцлера.
В лютому 1938 року через загрозу воєнного нападу нацистської Німеччини на Австрію Шушніг прибув до Берхтесгадену, де під тиском з боку Адольфа Гітлера підписав ультиматум, згідно з яким влада в Австрії має бути передана нацистам, а член нацистської партії віденський адвокат Артур Зейсс-Інкварт призначений міністром внутрішніх справ.
Спробував відновити контроль над ситуацією й оголосив плебісцит про збереження Австрією незалежності на 13 березня. Гітлер забагав скасування плебісциту, від Шушніга — подати у відставку, а на місце канцлера призначити Зейсс-Інкварта. Президент Австрії Вільгельм Міклас прийняв умови Гітлера, й наступного дня після призначення Зейсс-Інкварта канцлером німецькі війська перетнули кордон Австрії, щоб включити її до складу Третього рейху (див. аншлюс).
Після аншлюсу Шушніга було заарештовано, з 12 березня по 28 травня 1938 року перебував під домашнім арештом, потім його перевели до штаб-квартири гестапо на Морцинплац, де він провів наступні 17 місяців.
З 1941 до травня 1945 року перебував у концентраційних таборах Дахау та Заксенгаузен.
Невдовзі після арешту йому дозволили укласти шлюб з колишньою графинею Вірою Чернін. В останній рік війни вона жила у концтаборі разом із Шушнігом та їхнім сином, який народився в 1941 році.
Після Другої світової війни емігрував до США, де викладав політологію в Університеті Сент-Луїса (Міссурі) з 1948 по 1967 рік.
У 1956 році отримав американське громадянство.
У 1967 році повернувся до Австрії, помер в Інсбруку в 1977 році.

## Книги
- «Моя Австрія» (1937)
- «Реквієм за Австрією» (1946)
- «Жорстокий переворот» (1969)